# Ariane du Pérou
Elliotomyia viridicauda
Espèce
Synonymes
Leucippus viridicauda
Statut de conservation UICN

 LC  : Préoccupation mineure
Statut CITES
L’Ariane du Pérou (Elliotomyia viridicauda ) est une espèce de colibris de la sous-famille des Trochilinae.

## Habitat et distribution
L’Ariane du Pérou est endémique du Pérou. Elle fréquente la canopée des forêts humides, les lisières forestières, les clairières et les forêts secondaires des pentes orientales des Andes. Sa nidification est bien établie dans les secteurs de Pasco et du Machu Picchu.

Carte de répartition de l'espèce

## Référence
(en) « Neotropical Birds Online », Cornell Lab of Ornithology, 25 juillet 2011